# 水龍敬
水龍 敬（みずりゅう けい、1983年12月19日 ｰ ）は、日本の漫画家、イラストレーター、バーチャルYouTuber、小説家。男性。千葉県出身。

## 概要
早稲田大学在学中の2005年より、同人サークル「ありすの宝箱」として同人活動を開始。大学卒業後、IT企業にSEとして就職するが2009年に退職。サークル名は自身のホームページを当初、PSゲーム『ありす in Cyberland』の攻略サイトとして立ち上げたことに由来している。
2006年に成人向けアンソロジーでデビュー。性に開放的な女性を描いた漫画が多い。速筆で、2日で同人誌を描いたことがある。
2014年に初の単行本『貞操観念ZERO』を刊行。同年から自身の作品世界を題材とした『水龍敬ランド』シリーズを執筆し、実際にイベントも行われたが、『水龍敬ランド』自体は本人の発案ではない。2017年には同作のゲーム版が発売され、声優の民安ともえとともに自ら主題歌を担当した。
主に『コミックホットミルク』などで成人向け漫画を発表する一方、『コミックMeDu』や『ゲームラボ』にて一般向け漫画も連載しているほか、ボーイズラブゲーム『復讐帝國』の原画や、BL漫画誌『Boysfan』の表紙なども担当している。またサークル「WATER DRAGON」としてコスプレ写真集も撮影、制作している。
2020年から「バーチャルアミューズメントパーク園長」と称してVtuberとしての活動を開始。本体は自画像として用いている頭の上のネコであり、「受肉」ではなく「騎乗」であるとしている。同年8月にはとらのあな25周年記念企画「オンラインとら祭り2020夏」に愛園愛美、伊東ライフ、ぽちまるらと共に出演した。
2021年、ホロライブキャラクターのコミカライズ作品を執筆したものの、ホロライブ（カバー）側の契約違反により公開中止。またその際、実在しない配信の概要など複数のデマをまとめサイト等によって流布され、大量の誹謗中傷を受ける。同年、美少女文庫にて小説家デビュー。

## 作品リスト

### 一般向漫画
- ラブスレイヴ（コミックMeDu、2019年 - 、既刊4巻）
- マママイナ（ゲームラボ、2021年-）

### 成年向漫画
- 貞操観念ZERO（コアマガジン、2014年8月9日）
- ようこそ水龍敬ランド（コアマガジン、2018年9月22日）
- 異色ビッチとヤリサー生活（エンジェル出版、2018年11月16日、作画：うめ丸）
- 貞操観念ZERO新装版1（コアマガジン、2019年10月10日）
- 貞操観念ZERO新装版2（コアマガジン、2019年10月10日）
- 色欲INFINITE（コアマガジン、2019年11月25日）
- MC学園 完全版（コアマガジン、2020年6月19日）
- ようこそ水龍敬ランドせかんど（コアマガジン、2021年2月19日）
- 貞操観念ゼロの女友達（コアマガジン、2022年9月30日）

### 小説
- せっかくチートを貰って異世界に転移したんだから、好きなように生きてみたい（GCノベルズ、2017年11月30日 - ）
- 私、美少年ご主人様の性処理（ドスケベ）メイドにされちゃいました（美少女文庫、2021年11月19日）
- 密かに想いを寄せていた真面目で剣道一筋の幼馴染がクズ男に喜んで股を開いてこんな下品な格好でアヘ顔晒すわけがない。（フランス書院eブックス、2022年6月24日）
- 異世界転生したのでマゾ奴隷になる（エンターブレイン、2024年11月29日）

### イラスト
- クイーンズブレイド・ザ・デュエル
- アニメ「sin 七つの大罪」エンドカード
- ART of MGU（アイ・アム・マジカミ）

### バーチャルYouTuberデザイン
- 水龍敬（本人）
- 摘木さくら（たまぷろじぇくと）
- 魅狼マノン
- 真城きらり（3D）

### ゲーム原画
- 貞操観念ZERO ヤリマン家族とハメ狂い夏休み（DWARFSOFT、2015年11月13日）
- おいでよ！水龍敬ランド〜家族とスケベなテーマパーク！〜（ルネソフト、2017年7月28日）
- 復讐帝國（HolicWorks、2017年11月30日）
- 対魔忍アサギ 決戦アリーナ
- ビキニウォリアーズ　モンスターの逆襲
- サークレット・プリンセス
- 先生、学校でしようよ！
- メイドリーム〜従順メイドのHなご奉仕〜
- カリスマドクター 〜僕の病院へようこそ〜
- MカップむっつりドMお嬢様御堂前桃華のラブラブ変態調教アルバム

### OVA
- おいでよ！私立ヤリまxり学園 潔癖会長・ミラ〜ハメ濡らし妄想天下〜（エイ・ワン・シー、2016年10月28日）
- おいでよ！水龍敬ランド ＃1はじめての水龍敬ランド（ルネピクチャーズ、2017年8月25日）
- おいでよ！水龍敬ランド ＃2下半身のアイドル☆ホーニィセントリー（ルネピクチャーズ、2017年9月29日）
- ジュヴナイルポルノグラフィ THE ANIMATION（BOOTLEG、2017年12月1日）
- 色欲INFINITE Vol.1（Queen Bee、2020年8月28日）
- 色欲INFINITE Vol.2（Queen Bee、2020年10月23日）[10]

### 音楽CD
- おいでよ！水龍敬ランド（MadPierrot、2017年12月29日）